# Sycetta sagittifera
Sycetta sagittifera är en svampdjursart som beskrevs av Ernst Haeckel 1872. Sycetta sagittifera ingår i släktet Sycetta och familjen Sycettidae.
Artens utbredningsområde är havet kring Sri Lanka. Inga underarter finns listade i Catalogue of Life.